# Oszvobozsgyenyisták
Az oszvobozsgyenyisták (szervezetük neve oroszul: Союз освобождения) az Oszvobozsgyenyije (Felszabadulás) c. kéthetente megjelenő folyóirat hívei voltak. A lapot külföldön adták ki 1902. június 18-tól 1905. október 5-ig, szerkesztette Pjotr Sztruve. A folyóirat az orosz liberális burzsoázia lapja volt, a mérsékelt monarchista liberalizmus eszméit hirdette. Az oszvobozsgyenyisták az oroszországi liberális monarchista pártjának, az 1905 októberében megalakult Alkotmányos Demokrata Pártnak, rövidítve: Kadet (orosz nevén: Конституционно-демократическая партия) a magvát alkották.